# DJ Gizmo

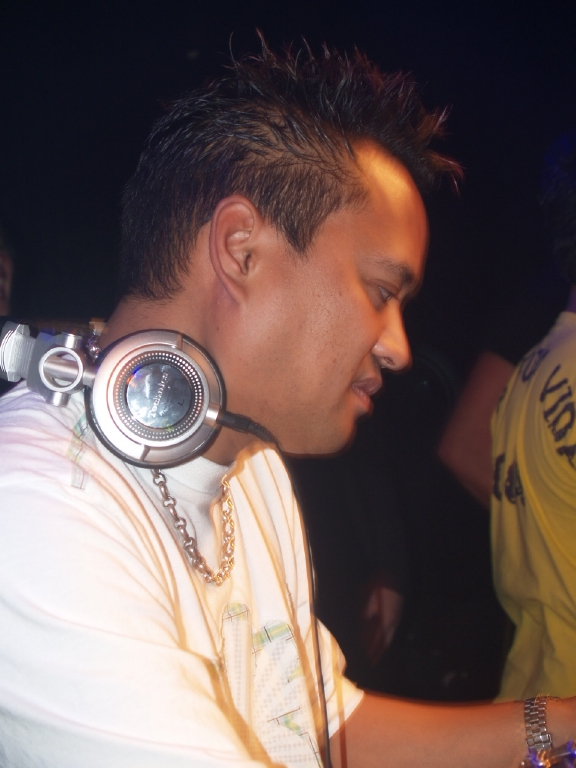
DJ Gizmo

DJ Gizmo (* 3. Juni 1965 in Den Haag; eigentlich Ferry Salee) ist ein niederländischer DJ und Techno-Produzent indonesischer Abstammung.

## Karriere
Gizmo begann das Auflegen Mitte der 1980er Jahre, später v. a. in der niederländischen Hardcore-Techno-Szene.
1991 gründete er mit DJ Dano, Buzz Fuzz und The Prophet den Gabber-/Hardcore-Techno-Act The Dreamteam. In jenem Jahr erscheinen seine ersten Singles. 1997 gründete er sein eigenes Label Gizmania.
Gizmo legte auf vielen großen Raves und Festivals in den Niederlanden und Europa auf, darunter Thunderdome, Q-Base, Mystery Land, Decibel Outdoor, Nightmare Outdoor, Defqon.1, Rave the City, Qlimax uvm.

### Diskografie (Auswahl)
- 1992: Ghost One  (als The Gizmania)
- 1993: Drummz (mit Buzz Fuzz)
- 1993: Achtung (als T.O.P.D.R.O.P.)
- 1994: Whoopms!!! (mit The Dark Raver)
- 1994: Brand New Dance (Square Dimensione)
- 1994: To da Rescue
- 1996: The Dopeman
- 1996: The House of pain (Square Dimensione)
- 1999: Dope Professionals
- 2003: Power 2 da People (mit DJ Norman)
- 2004: The History of Hardcore – The Dreamteam Edition 03
- 2004: Gangsterz (mit DJ Norman)
- 2006: Bangin’ (mit Showtek)
- 2008: The Best of Gizmo – The Collected Works '92–'99 (Kompilation)
- 2015: Saw 2015 (mit Housebangerz)